# Tembisa
Tembisa ist eine Stadt in der südafrikanischen Provinz Gauteng. Sie gehört zur Metropolgemeinde Ekurhuleni. 1957 wurde sie als Township für den Wirtschaftsraum Johannesburg gegründet.

## Geographie
Tembisa liegt nördlich der Stadt Kempton Park und nordöstlich der Großstadt Johannesburg. 2011 hatte Tembisa 463.109 Einwohner. Rund 99 % der Bewohner sind laut Volkszählung 2011 Schwarze. Als Muttersprache dominieren Nord-Sotho mit etwa 33 %, isiZulu mit 27 % und Xitsonga mit 13 %.

## Geschichte
Tembisa wurde während der Zeit der Apartheid 1957 gegründet, um als Wohnort für schwarze Südafrikaner aus überbevölkerten Stadtteilen und Städten wie Alexandra, Kempton Park, Edenvale, Midrand und Germiston zu dienen.
Bis 2006 war der Fußballverein Tembisa Classic, der in der ersten Liga Südafrikas spielte, in Tembisa ansässig. Er wurde 2005 vom Maritzburg United F.C. aus Pietermaritzburg aufgekauft, dessen Mannschaft damals in der First Division (Zweite Liga) spielte.

## Persönlichkeiten
- Jackson Chauke (* 1985), Boxer
- Ryan Mphahlele (* 1998), Mittelstreckenläufer